# Maggie Grindatti
Maggie Grindatti (nascida nos Estados Unidos no dia 10 de junho de 1992) é uma lutadora americana de Submission e competidora faixa-preta de jiu-jitsu brasileiro. Multicampeã mundial, campeã pan-americana e campeã nacional americana (com e sem kimono) nas faixas coloridas, Grindatti conquistou o título de campeã do Campeonato Europeu de Jiu-Jitsu IBJJF de 2022, foi medalhista no ADCC West Coast Trials e obteve medalhas como faixa-preta no Mundial e também no ADCC West Coast Trial [en].

## Biografia
Margaret Rose Grindatti nasceu em 10 de junho de 1992, em Saco, Maine [en], Estados Unidos, filha de Kurt e Kim Grindatti. Atleta de equipe desde o ensino médio, ela jogou hóquei em campo na Divisão 1 enquanto cursava graduação na Universidade do Pacífico (Estados Unidos) [en].
Após se formar em 2014 com um Bacharelado em Artes (BA) em Ciências da Saúde, Exercício e Esportes, mudou-se para o Havaí, onde foi apresentada ao jiu-jitsu brasileiro por seu tio Jay Thompson, um promotor de MMA. Ela ingressou na K Team Martial Arts Academy (afiliada à academia de Relson Gracie) e começou a competir, treinando sob a orientação de Robert Drysdale e Egan Inoue [en]. Após menos de um ano de treino, foi promovida a faixa-azul.
Em 2016, conheceu Roberto “Cyborg” Abreu durante um campo de treinamento e, em seguida, juntou-se à sua academia, Fight Sports [en], em Miami, Flórida. Tornou-se campeã mundial por três anos consecutivos, conquistando títulos mundiais em todas as faixas, tanto com kimono quanto sem kimono. Em fevereiro de 2019, Grindatti ficou em segundo lugar no Campeonato Norte-Americano da ADCC [en] na divisão acima de 60 kg, após vencer Monique Ricardo nas quartas de final e N. Evangelista nas semifinais, mas perder para Amanda Leve na final. Em novembro de 2019, Abreu pediu Grindatti em casamento.

## Carreira como faixa-preta
Em dezembro de 2019, Grindatti foi promovida a faixa-preta por Abreu. Em 2020, conquistou a prata no Campeonato Europeu de Jiu-Jitsu IBJJF. No ano seguinte, ganhou prata no Pan Sem Kimono e bronze no Campeonato Mundial da IBJJF. Em fevereiro de 2022, alcançou seu primeiro grande título como faixa-preta, tornando-se campeã europeia ao derrotar Magdalena Loska e conquistar o ouro no  Europeu 2022.
Em abril de 2022, participou do ADCC West Coast Trials, sendo derrotada nas quartas de final por  Amy Campo. Em 2023, venceu o ouro na categoria absoluto no IBJJF Austin Winter International. Após o torneio, Grindatti anunciou que deixaria a Fight Sports e não representaria mais a equipe. Grindatti competiu pela Vagner Rocha Martial Arts (VRMA) no Midwest Finishers 12, em 11 de fevereiro de 2023, em um torneio de equipes femininas 3 contra 3. Sua equipe perdeu na segunda rodada, com Grindatti empatando sua única luta.
Grindatti foi então convidada para competir no grand prix feminino até 66 kg no Polaris [en], em 11 de março de 2023. Ela perdeu na rodada inicial para  Brianna Ste-Marie. Logo após o torneio, Grindatti anunciou que havia se mudado para a  Atos Jiu-Jitsu e passaria a representá-los em competições futuras.
Grindatti competiu no grand prix até 70 kg no Enyo Grappling 4, em 21 de setembro de 2023. Ela derrotou três adversárias e venceu o torneio. Em seguida, participou da divisão meio-pesado do Campeonato Pan-Americano de Jiu-Jitsu No-Gi IBJJF, em 1º de outubro de 2023, conquistando a medalha de bronze.
Grindatti perdeu na rodada inicial do Campeonato Mundial de Jiu-Jitsu Sem Kimono da IBJJF de 2023 e deixou seu rashguard no tatame, sinalizando sua aposentadoria do esporte.

### Retorno
Grindatti retornou para enfrentar Giovanna Carneiro no UFC Fight Pass Invitational 9, em 5 de dezembro de 2024. Ela venceu a luta por finalização.
Ela enfrentou Helena Crevar no UFC Fight Pass Invitational 10, em 6 de março de 2025. Grindatti perdeu a luta por finalização.

## Conquistas e feitos
Principais conquistas (nível faixa-preta):
- Campeã do IBJJF European Open (2022)
- 2º lugar no IBJJF European Open (2020)
- 2º lugar no IBJJF Pan Sem Kimono (2021)
- 3º lugar no IBJJF World Championship (2021)
- Principais conquistas (faixas coloridas):[2]
- Campeã Mundial IBJJF (2017[b] azul, 2018 roxa, 2019 marrom)
- Campeã Mundial IBJJF Sem Kimono (2016 azul, 2018 roxa, 2019 marrom)
- Campeã Pan-Americana IBJJF (2017 azul)
- Campeã Pan-Americana IBJJF Sem Kimono (2018 roxa, 2019[b] marrom)
- Campeã Nacional Americana IBJJF (2016[b] azul, 2017 roxa)
- Campeã Nacional Americana IBJJF Sem Kimono (2016 azul, 2017[c])
- Campeã do UAEJJF USA National Pro Jiu-Jitsu - Com Kimono (2018 roxa[24])
- 2º lugar no Nacional Americano IBJJF (2017[c] roxa)
- 2º lugar no ADCC West Coast Trials (2019)
- 3º lugar no Nacional Americano IBJJF Sem Kimono (2016[c] azul)

## Ver Também
- Tainan Dalpra
- Gabi Pessanha
- Rikako Yuasa